# Forest Park (parc)
 (aout 2015).
Pour les articles homonymes, voir Forest Park.

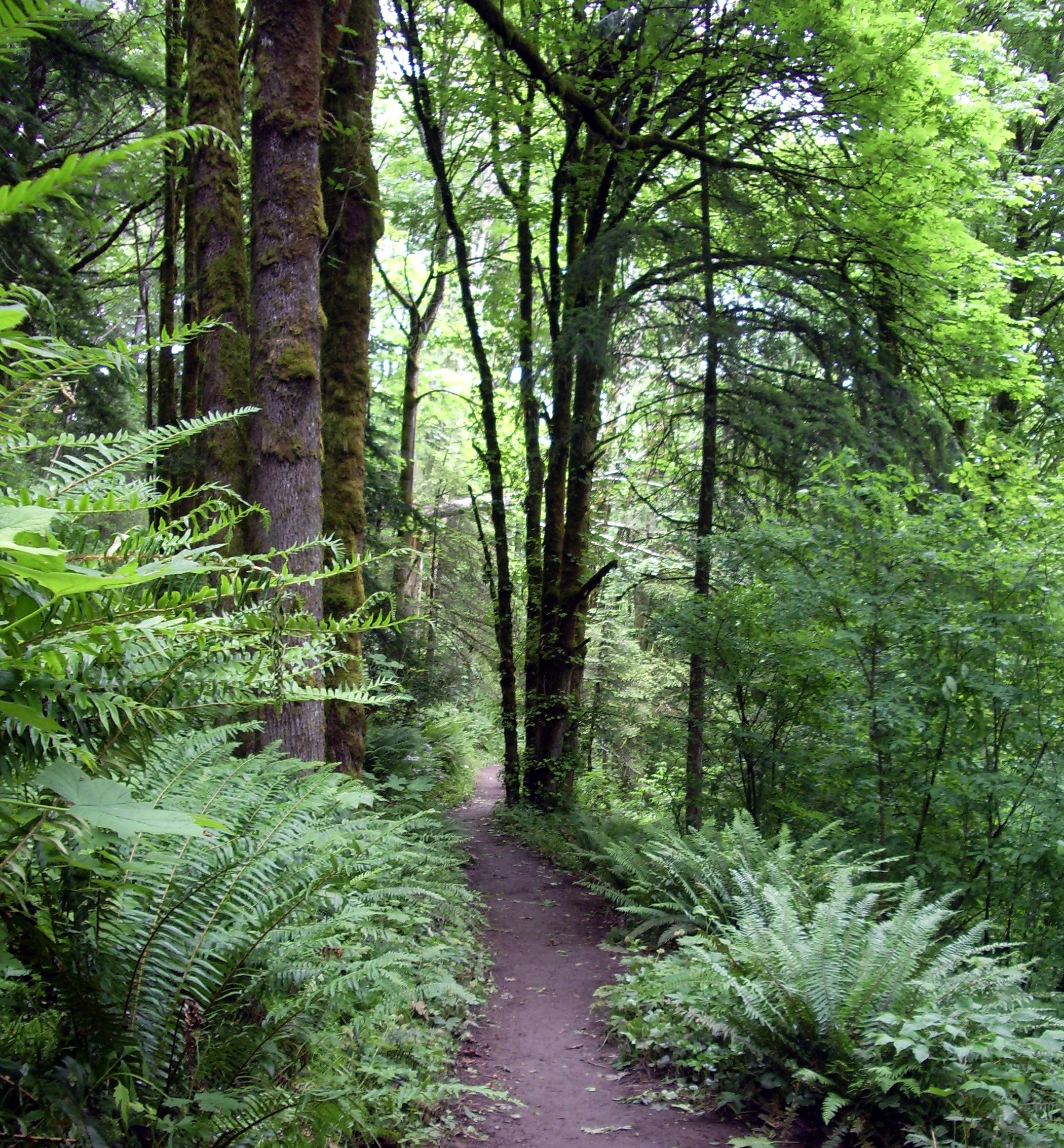
Wildwood trail, Forest Park

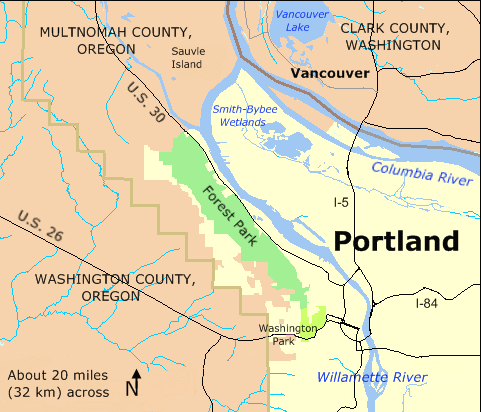
Carte de localisation de Forest Park

Forest Park est un parc municipal dans les Montagnes Tualatin (« West Hills ») à l'ouest du centre-ville de Portland, dans l'Oregon, aux États-Unis. S'étendant sur plus de 13 km sur les collines surplombant la rivière Willamette, il est l'une des plus grandes forêts urbaines du pays.

## Description
Le parc, une composant majeure d'un système régional de parcs de sentiers, couvre plus de 5 100 acres (2 064 ha) de la plupart de la forêt secondaire avec quelques parcelles de la forêt primaire. 
Près de 70 milles (110 km) de sentiers récréatifs, y compris le segment de Wildwood Trail de la ville du système de 40 Mile Loop, sillonnement le parc.